# 전라남도 해양수산과학원
전라남도 해양수산과학원(全羅南道 海洋水産科學院, Jeollanam-do Ocean & Fisheries Science Institute)은 전라남도의 수산기술 연구·지도·보급에 관한 사무를 수행하기 위하여 전라남도청 산하에 설치된 사업본부이다.
해양수산과학원장은 지방부이사관, 지방해양수산연구관 또는 지방어촌지도관으로 보한다.

## 연혁
- 1999년 7월: 전라남도 수산시험연구소 설치
- 2006년 8월: 전라남도 해양바이오연구원으로 변경
- 2009년 5월: 전라남도 수산기술사업소로 변경
- 2011년 1월: 전라남도 해양수산과학원으로 변경

## 조직
원장
운영지원과
- 남부지부
- - 완도지원
- - 강진지원
- - 해남지원
- - 수산종자연구소
- 동부지부
- - 여수지원
- - 고흥지원
- - 장흥지원
- - 해양수산과학관
- - 섬진강어류생태관
- - 미래수산연구소
- 서부지부
- - 목포지원
- - 영광지원
- - 진도지원
- - 민물고기연구소
- - 자원조성연구소